# Лаптєв Ігор Олегович
Життєвий шлях Ігоря Олеговича Лаптєва, молодшого сержанта 30-ї окремої механізованої бригади імені князя Костянтина Острозького, нерозривно пов’язаний з історією його рідного міста Полтава та боротьбою України за незалежність. Народжений 29 жовтня 1988 року, він пройшов шлях від звичайного хлопця до справжнього героя, захисника, людини з великим серцем і твердим характером.
З 2020 року воював у АТО. Його бойові дороги розпочалися з Луганської області з міста Золоте. Далі були Донецькій та Харківській напрямки.

## Життєпис

### Незламний хлопець із Полтави
Ігор Лаптєв народився в місті Полтава — одному з найдавніших українських міст із багатою історією, що відіграла важливу роль як у національних, так і в європейських подіях. Він з’явився на світ у звичайній українській родині, де були мама і тато. Зростав разом із старшим братом, навчався у Полтавській загальноосвітній школі №4. У шкільні роки був допитливим, спортивним, відкритим до дружби та нових знань. Після школи вступив до Національного університету «Полтавська політехніка імені Юрія Кондратюка», де не лише здобував освіту, а й розкривав себе як особистість. Він захопився КВНом, долучився до фанатського об’єднання футбольного клубу «Ворскла», активно подорожував Україною — особливо любив Крим.
Після початку російської агресії у 2014 році Ігор не залишився осторонь. Разом з побратимами-фанатами займався волонтерством, допомагав військовим і постраждалим. Але життя тривало: Ігор створив свою сім’ю, став батьком синочка Мирослава.

### Військова служба
У 2019 році, усвідомлюючи свою відповідальність як громадянина, Ігор добровільно приєднався до лав Збройних Сил України. Він обрав спеціальність оператора БПЛА — напряму, який лише починав розвиватися. На весні 2020 року молодший сержант Лаптєв вже воював на сході України у складі військової частини А0409. Його бойовий шлях розпочався у Луганській області з міста Золоте.

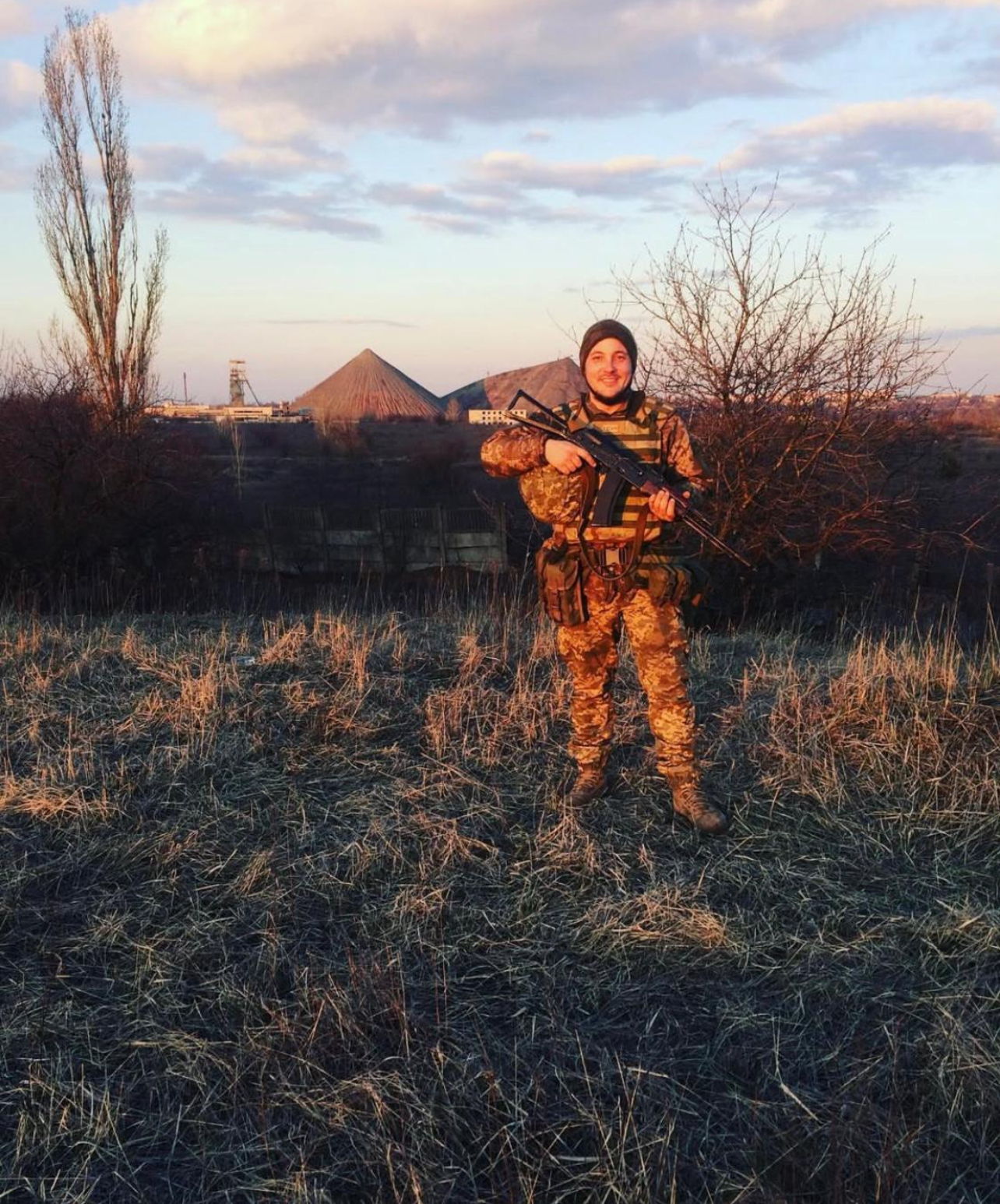
Війна на сході 2024

Повномасштабне вторгнення у лютому 2022  року стало новим викликом у житті воїна. Ігор продовжив службу як командир БПЛА, брав участь у бойових діях на Луганському, Донецькому та Харківському напрямках. Він чітко усвідомлював: якщо не зупинити ворога — Україна втратить свободу. Його надихали слова Ліни Костенко:
«…оці степи, це небо, ці ліси,
усе так гарно, чисто, незрадливо,
усе як є — дорога, явори,

усе моє, все зветься — Україна.»
У жовтні 2022 року Ігор успішно завершив навчання у військовій школі «Боривітер» за курсом використання цивільних БПЛА в бойових умовах. Згодом проводив навчання для операторів інших підрозділів. У вересні 2024 року його призначили командиром відділення розвідки та коригування вогню 1-го механізованого батальйону.
Під час бойових завдань у 2022–2024 роках Ігор пережив до десяти контузій різного ступеня тяжкості. Кожного разу, після лікування у Харківській та Донецькій областях, він повертався до строю. За роки служби йому декілька разів надавали відпустки. Вдома, у родинному колі його зустрічали як героя. Згодом у Ігоря народилася донечка Соломійка.

За заслуги Ігор відзначений нагрудним знаком «За службу» (наказ Командувача Сухопутних військ ЗСУ від 04.05.2022) та знаком «За вірність народу України» ІІ ступеня (розпорядження Полтавської облради від 19.01.2022). 

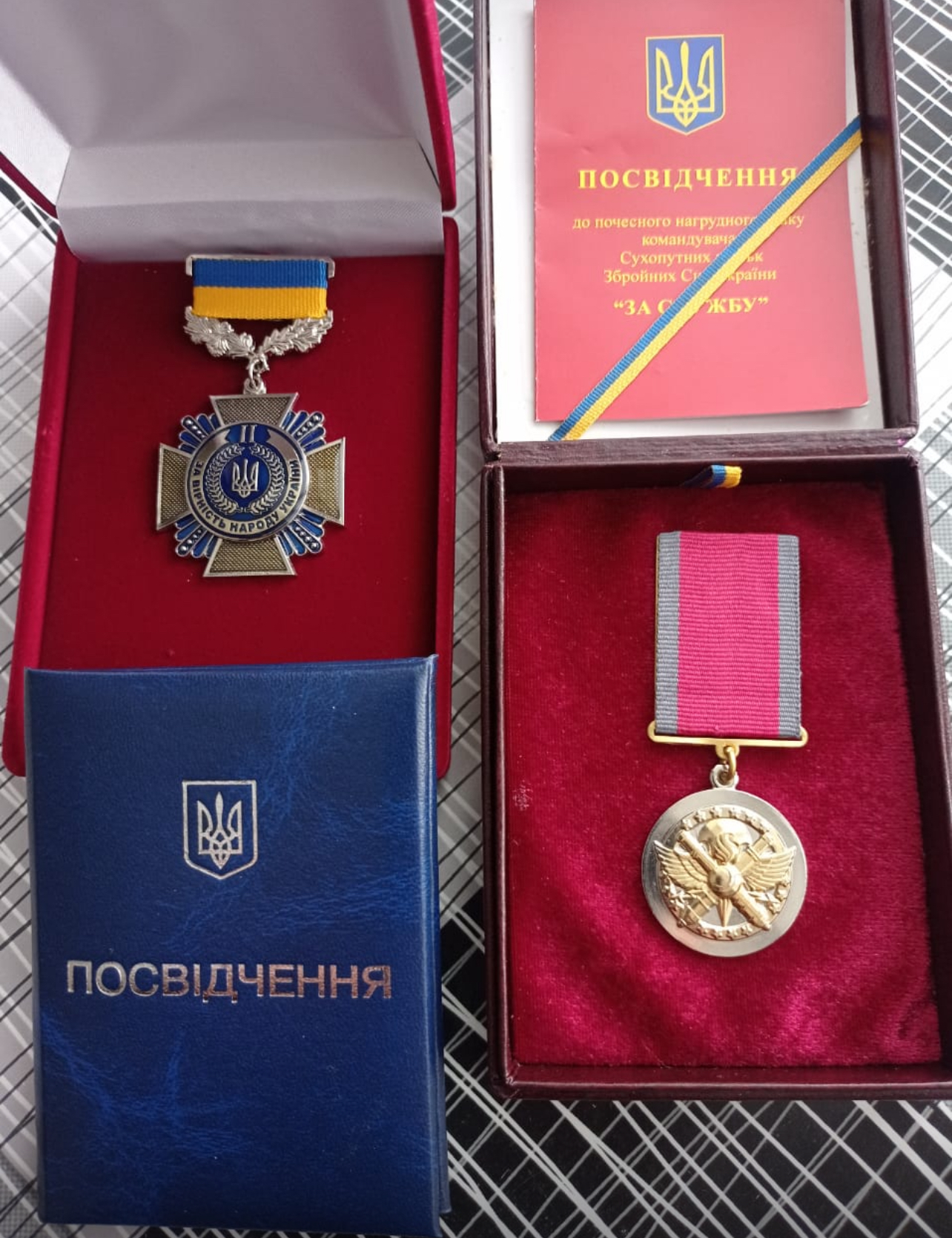
Нагороди Лаптєв Ігор Олегович

- Документ про нагородження - Нагрудним знаком «За службу

- Документ про нагородження - Знаком «За вірність народу України» ІІ ступе

Три роки боротьби від початку злочинного повномасштабного вторгнення, які Ігор провів в лавах ЗСУ, — це сотні бойових виходів, знищена техніка й жива сила противника, врятовані побратими. За їхніми словами, Ігор — вправний і рішучий командир, щирий, надійний товариш.
Осінь 2024 року стала переломним моментом. 13 жовтня під час виконання бойового завдання біля населеного пункту Васюківка Бахмутського району Ігор підірвався на протипіхотній міні ПОМ-2. Як командир групи, він ішов першим. Удар вибуху припав саме на нього, вразивши все тіло, особливо ноги. Втрачаючи кров і чутливість, Ігор усе ще зберігав свідомість. Побратими винесли його з поля бою. Лікування проходило в містах Слов’янськ, Дніпро, згодом — у Вінницькому обласному клінічному госпіталі ветеранів війни, де операції на кінцівках Ігоря проходили одна за одною. Там йому довелося пережити важке — ампутацію правої ноги. Для родини це був найстрашніший період. Медики не давали гарантій, та віра в Ігоря залишалася.
Через два місяці стабілізації стану родина змогла забрати його додому. Почалося довге й болісне відновлення: спочатку — спроби сісти, потім — ходьба на милицях. Поруч завжди були батьки, рідні, друзі.

## Життя після поранення
Після років бойових дій на передовій Ігор опинився у цивільному світі, де кожен буденний звук нагадує йому про політ дрона чи вибух. Нині він проходить реабілітацію, працює над покращенням психологічного стану, готується до використання біонічного протеза, займається волонтерством. Ігор повернувся до фанатської спільноти футбольного клубу «Ворскла» та мріє викладати — ділитися досвідом із майбутніми операторами БПЛА, які готуються до служби в Збройних Силах України.

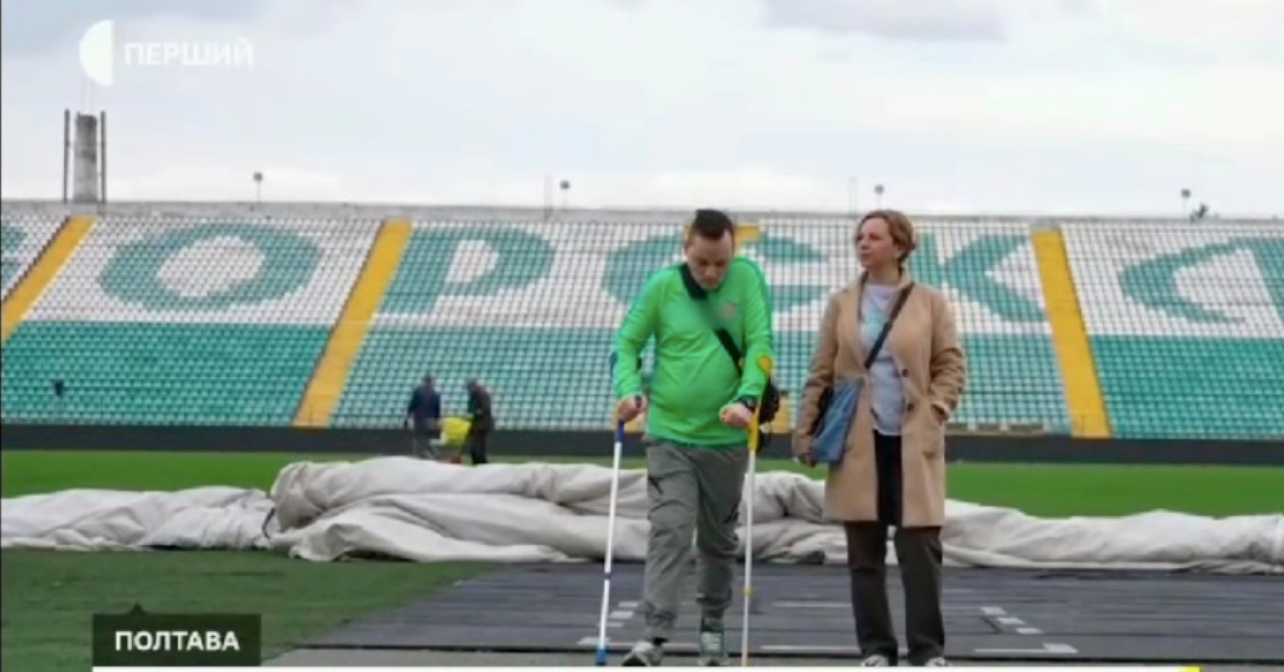
Повернення до фанатської спільноти футбольного клубу «Ворскла»

Подія весни 2025 року місто Полтава, стадіон Ворскла. 2739 глядачів. 24 тур Української Прем’єр-лігі сезону 2024/2025, матч команд Ворскла – Полісся. Перший символічний удар у матчі здійснив палкий уболівальник, який став на захист країни ще задовго до початку повномасштабної війни, Ігор Лаптєв.

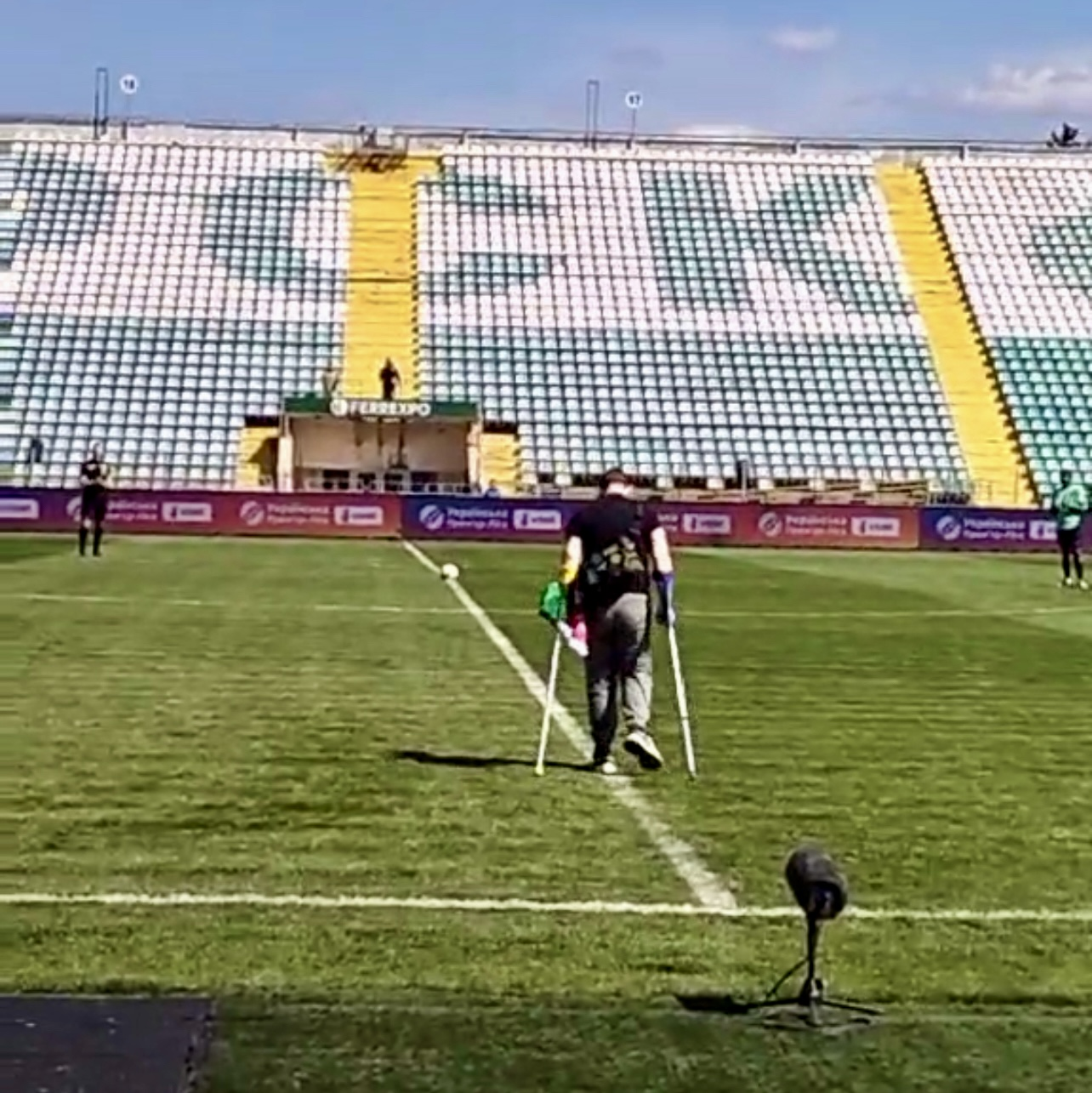
Перший символічний удар у матчі

Ультрас супроводжували цю подію скандуванням "Завдяки тобі", натякаючи на те, що ми тут і зараз лише тому, що є такі мужні хлопці .
У квітні 2025 року про Ігоря Лаптєва вийшли телесюжети — на Першому національному та «Суспільному Полтава». У них розповідається про його мужність, професіоналізм і людяність .
Від командування 30-ї окремої механізованої бригади надійшло повідомлення про бойову нагороду, яку мають вручити воїнові вже на Полтавщині. Молодший сержант Ігор Лаптєв — символ незламності, вірності й любові до України.
Низький уклін усім воїнам із сталі, які продовжують нищити ворога. Безмежна вдячність його родині та побратимам.
Слава Героям! Слава ЗСУ!